# Katholische Landvolkshochschule „Schorlemer Alst“

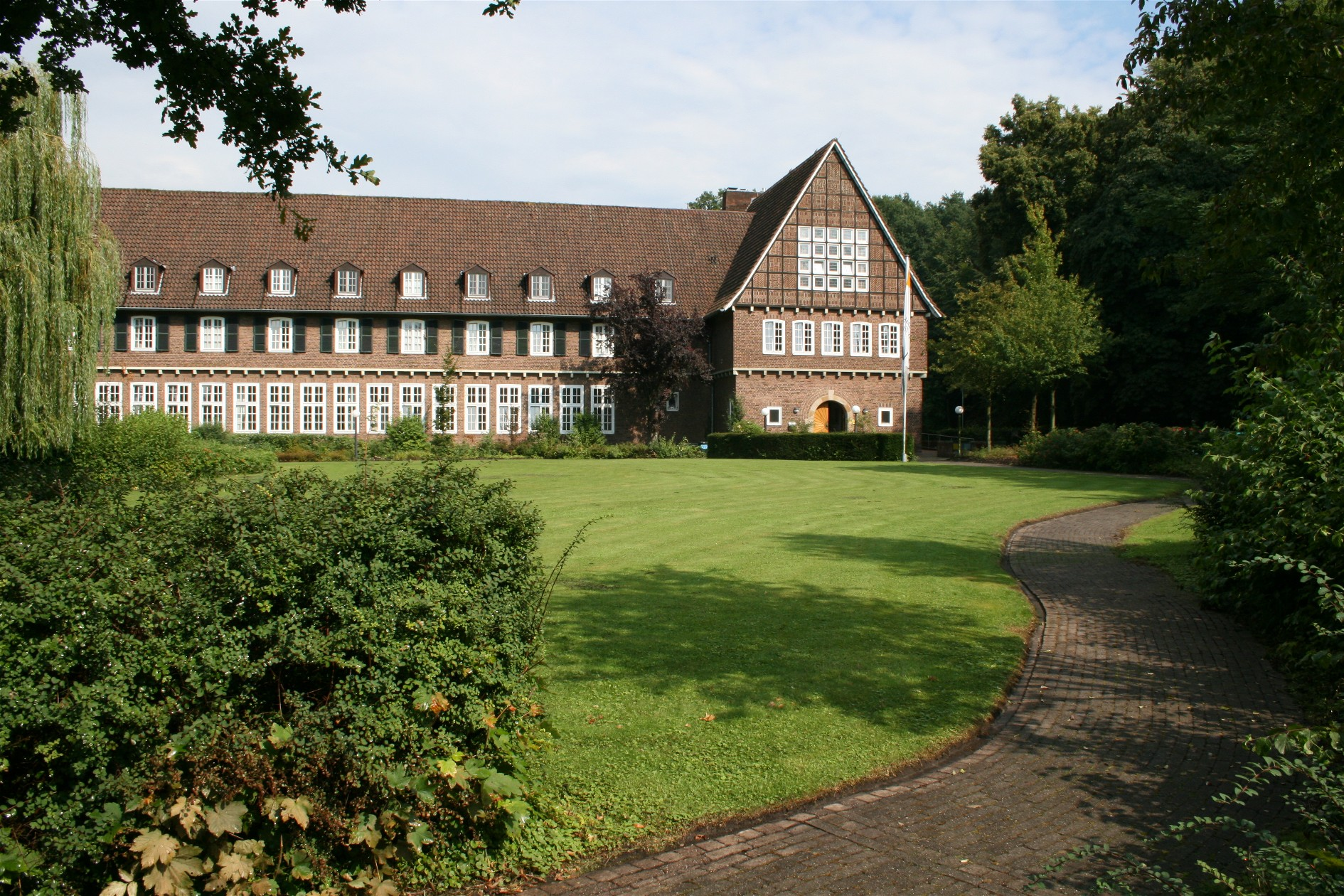
Katholische Landvolkshochschule Freckenhorst

Die Katholische Landvolkshochschule „Schorlemer Alst“ (LVHS) ist eine ländliche Heimvolkshochschule im westfälischen Freckenhorst bei Warendorf. Sie wurde 1953/1954 durch das Bistum Münster im so genannten westfälischen Landhausstil errichtet und vom Münsteraner Bischof Michael Keller 1954 ihrer Bestimmung übergeben. Aufgabe sollte sein, Bildungsangebote auf der Grundlage der katholischen Soziallehre insbesondere für die Bevölkerung aus dem ländlichen Raum zu machen. Das geschieht in enger Zusammenarbeit mit katholischen Verbänden wie etwa der Katholische Landvolkbewegung (KLB) und der Katholische Landjugendbewegung (KLJB).
Benannt wurde die Landvolkshochschule nach dem Zentrumspolitiker und Begründer des westfälischen Genossenschaftswesens Burghard Freiherr von Schorlemer-Alst. Heute werden in acht Fachbereichen jährlich etwa 600 Veranstaltungen und Seminare zu Fragen der Agrarsoziologie und -politik, Theologie, Familienbildung, Medienbildung, Gesundheitsbildung, Kunst und Kultur durchgeführt.
Die Katholische Landvolkshochschule „Schorlemer Alst“ bildet seit 2007 einen Verbund mit den ebenfalls vom Bistum Münster getragenen Bildungseinrichtungen Akademie Franz Hitze Haus in Münster und der Wasserburg Rindern in Kleve. Sie ist eine nach dem 1. nordrhein-westfälischen Weiterbildungsgesetz (WbG) anerkannte Einrichtung der Erwachsenenbildung.

## Geschichte

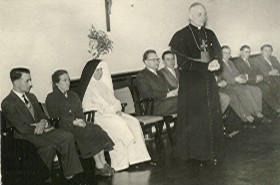
Bischof Michael Keller beim LVHS-Hauptkurs 1959

Mit dem Ende des Zweiten Weltkriegs und dem Zusammenbruch des Nationalsozialismus sah das Bistum Münster die dringende Notwendigkeit, durch intensive, wertorientierte Bildungsarbeit die Menschen im ländlichen Raum für eine demokratisch-rechtsstaatliche Neuordnung von Staat und Gesellschaft sowie für den wirtschaftlichen Wiederaufbau Deutschlands zu gewinnen und zu qualifizieren. Am 29. Dezember 1949 wurde zu diesem Zweck der Verein „Katholische Landvolkshochschule Schorlemer-Alst“ e. V. gegründet. In Ermangelung eigener Räumlichkeiten wurde der erste Grundkurs für Junglandwirte in der Zeit vom 3. Januar 1950 bis zum 14. Februar 1950 in der Bildungsstätte der Katholischen Arbeitnehmerbewegung (KAB) „Gottfried-Könzgen-Heim“ in Haltern veranstaltet. Die so begonnene Bildungsarbeit entwickelte sich so erfolgreich, dass die Errichtung einer eigenen Schule immer dringlicher wurde. Als Standort bot die Stadt Freckenhorst ein geeignetes Grundstück für einen Neubau an, mit dem im Frühjahr 1953 begonnen wurde.
Bischof Michael Keller, der sich in der Nachkriegszeit besonders für den Aufbau der katholisch-sozialen Erwachsenenbildung engagierte, sagte bei der Einweihung der neuen Landvolkshochschule am 2. Februar 1954, es gehöre zur Würde des Menschen, „... das Leben in der Welt und das Zusammenleben der Menschen zu gestalten. Nach dem Bild Gottes soll sich das Herrsein des Menschen über die Schöpfung darin äußern, dass er Raum zum Leben schafft und Leben fördert, damit Menschen in unserer Welt in Würde leben können“.

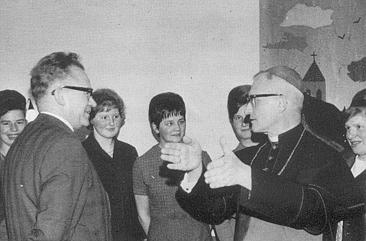
Bernhard Schulte (links) mit Teilnehmerinnen eines Junglandwirtinnenkurses 1962 im
Gespräch mit Bischof Joseph Höffner.

Erster Leiter der LVHS Freckenhorst war Bernhard Schulte (1914–1984). In Konkretisierung des Gründungsauftrags der Bildungseinrichtung ging es ihm vornehmlich darum, Menschen auf dem Lande zu helfen, den voraussehbar großen Wandlungsprozess in der Gesellschaft im Allgemeinen und im ländlichen Raum im Besonderen geistig zu bewältigen. Grundstock dieser Arbeit waren von Anfang an längerfristige Lehrgänge („Hauptkurse“) von mindestens vierwöchiger Dauer.
Neben diesen langfristigen Kursen zur Persönlichkeitsbildung – insbesondere für junge Landwirte und Menschen aus dem ländlichen Raum – und Veranstaltungen in Zusammenarbeit der KLJB und KLB wurden im Laufe der Jahrzehnte weitere Fachbereiche mit zielgruppenspezifischen Angeboten entwickelt. Nach Bernhard Schulte übernahmen von 1977 bis 1990 Kurt Balint als pädagogischer Leiter, als Gesamtleiter Präses Josef Bahemann (1979–1984), Präses Hartwig Thyl (1984–1989) und Präses Michael Wolf (1989–1991) die Leitungsfunktion. Von 1991 bis 2006 war Hermann Flothkötter Direktor der LVHS. Sein Nachfolger war von 2006 bis 2012 Johannes K. Rücker. Rektor der Papst-Johannes-XXIII.-Kapelle ist seit Dezember 2009 Diözesanpräses Pfarrer Bernd Hante. Direktor ist seit dem 1. Oktober 2012 der Theologe Michael Gennert, der bis zu seinem Wechsel nach Freckenhorst als Pädagogischer Leiter in der Christlichen Bildungsstätte Die Hegge in Willebadessen tätig war.

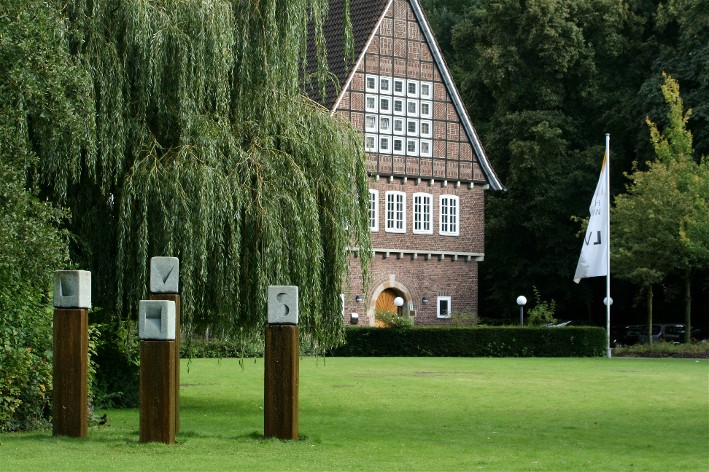
Der denkmalgeschützte Hauptbau der Landvolkshochschule Freckenhorst im Jahr 2008. Im Vordergrund der Stelenbrunnen.

Im Jahr 2001 wurde die Sanierung der LVHS Freckenhorst nach umfangreichen Umbau- und Renovierungsmaßnahmen abgeschlossen. 2004 wurde mit zahlreichen Veranstaltungen und einem Festakt mit Bischof Reinhard Lettmann das 50-jährige Bestehen der Landvolkshochschule gefeiert. Die Katholische Landvolkshochschule „Schorlemer Alst“ erreicht heute als Weiterbildungsdienstleistungs-Zentrum mit etwa 20.000 Tagungsteilnehmer.
2005 wurde die Landvolkshochschule als eines der ersten Bildungshäuser nach ISO 9001 (Qualitätsmanagement) und ISO 14001 (Umweltmanagement) zertifiziert. Ebenso erhielt die Großküche die Bio-Zertifizierung gemäß den Regeln der DE-024-Öko-Kontrolle.

## Ausstattung

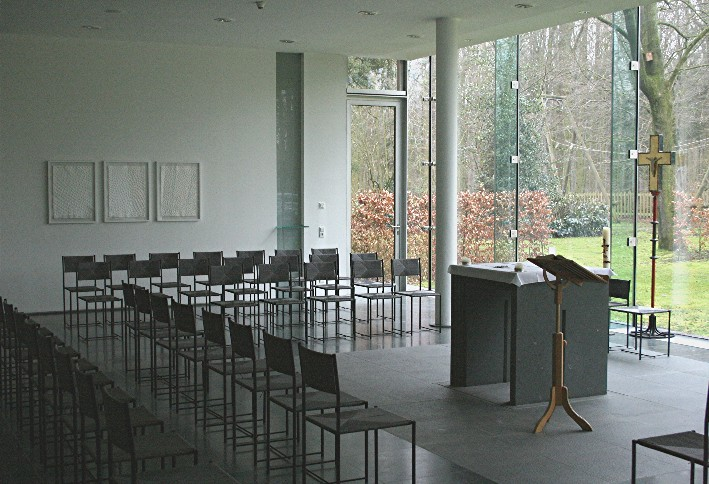
Papst-Johannes-XXIII.-Kapelle. Im Hintergrund an der Wand das Triptychon von Günther Uecker.

Die Landvolkshochschule verfügt über elf Tagungs- und Gruppenräume mit einer Kapazität von zehn bis 190 Personen. Außerdem sind Kreativ- und Freizeiträume vorhanden. Im Internatsbereich stehen 57 Einzel- und Doppelzimmer mit insgesamt 82 Betten zur Verfügung. Der Speisesaal bietet bis zu 120 Gästen Platz.
Die Papst-Johannes-XXIII.-Kapelle hat als architektonische Besonderheit eine große, von der Decke bis zum Fußboden reichende Fensterfront hinter dem Altar, die den angrenzenden Hagenwald optisch in den Sakralraum einbezieht. Das von dem Künstler Georg J. Ahrens geschaffene große Kapellenkreuz aus Edelstahl, das Christus als König des Kosmos zeigt, befindet sich vor der Fensterfront außerhalb der Kapelle. Vor dem Andachtsraum mit Tabernakel befindet sich ein Triptychon des bekannten Malers und Objektkünstlers Günther Uecker.

## Programm

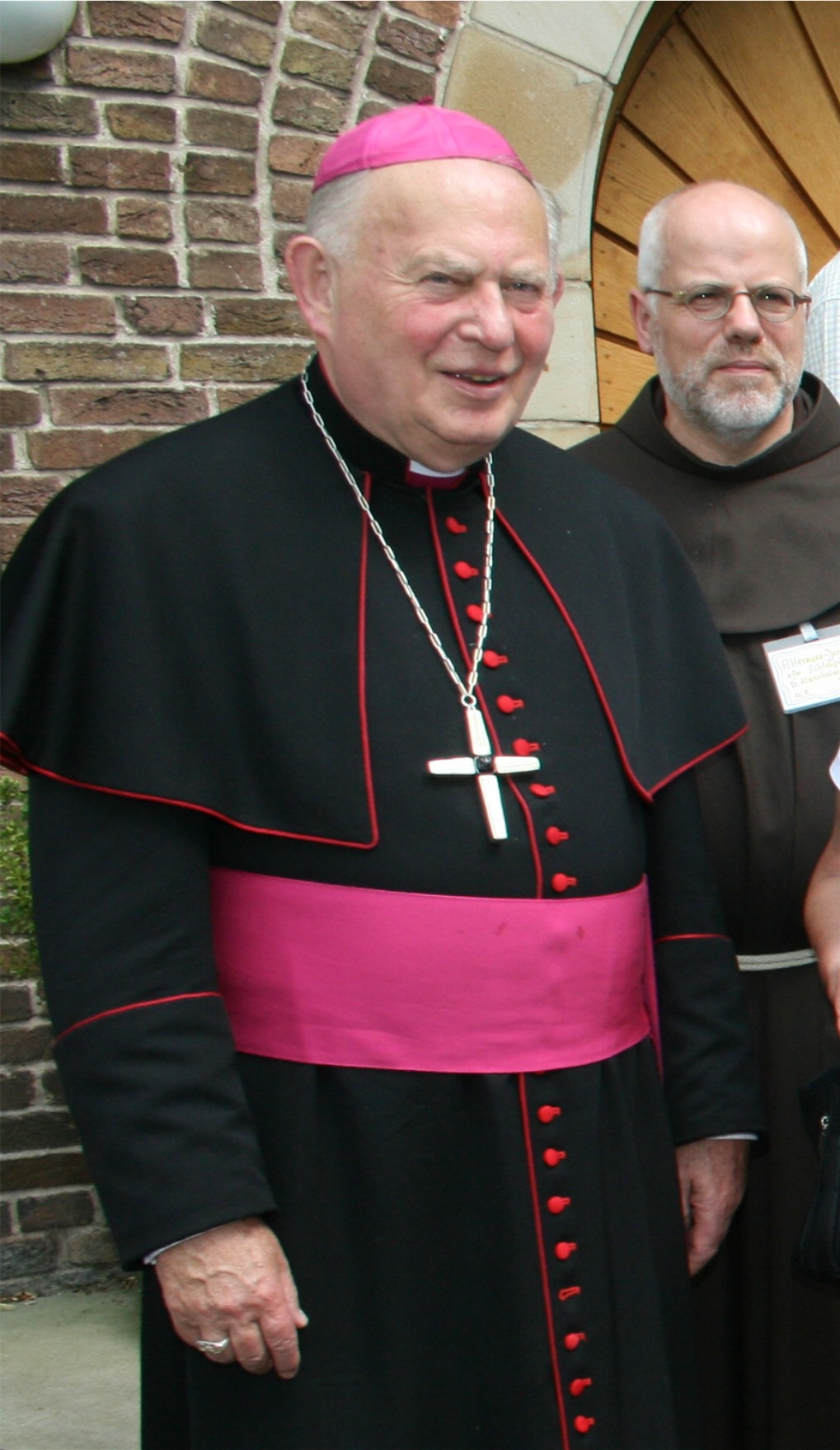
Regionalbischof em. Friedrich Ostermann bei einem Besuch 2009 in der Kath. Landvolkshochschule.

Die LVHS Freckenhorst bietet ein breites Spektrum an Bildungsangeboten für Jugendliche und Erwachsene in insgesamt acht Fachbereichen an:
1. Politik – Medienkompetenz – Kommunikation
2. Theologie – Spiritualität – Religiöses Leben
3. Lebens- und Arbeitswelt im ländlichen Raum
4. Familialbildung – Zusammenleben der Generationen
5. Umwelt – Arbeit – Ehrenamt
6. Gesundheit – Lebenshilfe
7. Kultur und Kunst
8. Studien- und Begegnungsreisen

## Mitgliedschaften
Die LVHS Freckenhorst ist ordentliches Mitglied in verschiedenen Dachverbänden auf Landes- und Bundesebene:
- Landesarbeitsgemeinschaft für katholische Erwachsenen- und Familienbildung in Nordrhein-Westfalen e. V. (LAG KEFB), Köln
- Arbeitskreis der Bildungsstätten und Akademien (Heimvolkshochschulen) in Nordrhein-Westfalen e. V., Königswinter
- Verband der Bildungszentren im ländlichen Raum e. V. (VBLR), Berlin
- Arbeitsgemeinschaft katholisch-sozialer Bildungswerke, Bonn